# Plazemska beljakovina
Plazemske beljakovine (tudi serumske beljakovine) so beljakovine v krvni plazmi. Pri človeku predstavljajo okoli 7 % celotne krvne plazme. Večina teh beljakovin oz. proteinov je sintetizirana v jetrih, razen imunoglobulinov; jetra dnevno sintetizirajo okoli 25 g proteinov, kar predstavlja 50 % celotne proteinske sinteze v jetrih.
Opravljajo številne funkcije, med drugim uravnavajo volumen krvi, prenašajo hranilne snovi, hormone, kovinske ione, lipide (apolipoproteini) idr. ter sodelujejo pri strjevanju krvi in imunskem odzivu. Spremenjene količine proteinov v plazmi lahko nakazujejo na bolezensko stanje.

## Struktura in življenjski cikel
Večino plazemskih beljakovin, še posebej albumin, fibrinogen in od 50-80 % globulin, sintetizirajo jetra, ostale globuline (gama globuline) pa limfoidna tkiva. Hitrost nastajanja beljakovin v jetrih je lahko zelo visoka, tudi do 30 g na dan.
Plazemske beljakovine (z izjemo albuminov) so glikoproteini, ki krožijo po obtočilih več dni. Po tem v večini primerov encim endotelijska nevraminidaza odcepi končno (terminalno) sialično kislino oz. N-acetilnevraminsko kislino v oligosaharidni verigi, kar izpostavi galaktozo. Preko slednje se protein veže na asialoglikoproteinski receptor na celični membrani (plazmalemi) hepatocita, sledi receptorsko-posredovana endocitoza in lizosomska razgradnja.
Z vidika homeostaze količine beljakovin v telesu predstavljajo vir aminokislin za tkivne beljakovine. Celotne beljakovine najprej sprejmejo tkivni makrofagi s pomočjo pinocitoze in jih razgradijo. Nastale aminokisline preidejo v kri in po njej do tkiv, ki aminokisline potrebujejo za obnovitev tkivnih beljakovin. Ocenjeno je, da se vsak dan sintetizira in razgradi do 400 g beljakovin, kljub temu pa ostaja razmerje med tkivnimi in plazemskimi beljakovinami relativno konstantno, tj. 33 : 1. Omenjeno obrnljivo ravnovesje se lahko izkoristi tudi v klinični praksi v primeru hudega akutnega pomanjkanja beljakovin v telesu, in sicer z intravensko transfuzijo plazemskih beljakovin.

## Pomembnejše plazemske beljakovine
| Beljakovina                     | Koncentracija (mg/dL) | Funkcija                                                                                               |
| ------------------------------- | --------------------- | --- |
| albumin                         | 4000-5000             | zagotavljanje koloidnega osmotskega tlaka, vezava in transport kovinskih ionov, zdravil, hormonov idr. |
| transtiretin                    | 15-35                 | vezava in transport retinola in tiroksina                                                              |
| tiroksin-vezavni globulin (TBG) | 1,0-3,5               | vezava in transport tiroidnih hormonov                                                                 |
| transkortin                     | 3,0-3,5               | vezava in transport glukokortikoidov                                                                   |
| haptoglobin                     | 100-300               | vezava in transport hemoglobina                                                                        |
| hemopeksin                      | 50-120                | vezava in transport hema                                                                               |
| transferin                      | 200-400               | vezava in transport železovih ionov (Fe3+)                                                             |
| alfa-2-makroglobulin            | 150-400               | inhibitor proteaz                                                                                      |
| alfa-1-antiproteaza             | 85-185                | inhibitor proteaz                                                                                      |
| fibrinogen                      | 200-400               | faktor strjevanja krvi                                                                                 |
| C-reaktivni protein             | 1,0                   | beljakovina akutne faze                                                                                |
| imunoglobulini                  | 700-1500              | komponenta imunskega sistema                                                                           |

Vir:

## Klinični pomen
Spremenjene količine plazemskih beljakovin lahko nakazujejo ali povzročijo različna bolezenska stanja. V količinskem smislu sodijo med znane markerje haptoglobin, alfa-fetoprotein in C-reaktivni protein, med znane dejavnike ali povzročitelje pa alfa-1-antiproteaza in imunoglobulini.

### Haptoglobin
Haptoglobin veže hemoglobin (Hb), ne pa tudi mioglobin (Mb), in s tem prepreči izgubo železa preko filtracije Hb v ledvicah; kompleks haptoglobin-Hb nato razgradi retikuloendotelijski sistem. V hemolitičnih stanjih se velike količine Hb vežejo na ves razpoložljivi haptoglobin. S pomočjo laboratorijskega testa za količino haptoglobina v serumu se lahko dokaže hemolitično stanje, poleg tega pa se lahko razlikuje med hemoglobinurijo (prisotnost Hb v urinu) in mioglobinurijo (prisotnost Mb v urinu), do česar lahko pride zaradi poškodbe mišic. S pomočjo standardnih testov za prisotnost krvi v urinu ni mogoče razlikovati med omenjenima stanjima.

### Alfa-fetoprotein
Alfa-fetoprotein sintetizirajo samo jetra ploda (fetusa), zato je v odraslem človeku prisoten le v sledeh (tj. okoli 0,002 mg/dL). Povečane količine pri odraslem nakazujejo na hepatocelularni karcinom. Protein je uporaben tudi v prenatalni diagnostiki, saj povečane količine v plodovnici in celo v materini krvi nakazujejo na nepravilen razvoj ledvic ploda.

### C-reaktivni protein
C-reaktivni protein je ena od beljakovin akutne faze, katere koncentracija se lahko poveča za 100-krat pri bakterijski okužbi, v manjši pa pri drugih boleznih, travmi ali kirurškem posegu.

### Alfa-1-antiproteaza
Alfa-1-antiproteaza je inhibitor proteaz, in sicer inhibira mnoge serinske proteaze, kot je elastaza. V primeru mutacije obeh alelov za proteazo pride do kroničnega zmanjšanja količine, posledično pa pride do prevelike aktivnosti proteaz, ki povzročijo poškodbe pljučnega tkiva in tako pomembno prispevajo k nastanku kronično obstruktivnih pljučnih bolezni (KOPB).

### Imunoglobulini
Pri nenormalno povečani proliferaciji plazmatk pride do monoklonalne gamopatije, za katero je značilno povečana količina določenega protitelesa. Eden od znanih primerov je Waldenströmova makroglobulinemija, maligno obolenje, za katero so značilne povečane količine IgM protiteles; le-ta zaradi velike molekulske mase (okoli 900 kDa) povzročijo nevarno povišanje viskoznosti krvi.

### Plazemski encimi
Večina presnovnih (metabolnih) encimov se nahaja znotrajcelično (intracelularno). Med celično smrtjo uhajajo iz celice, zato so normalno prisotni v sledeh. Povečane količine se pojavijo pri nekaterih bolezenskih stanjih, kot so razne poškodbe intumorji zaradi obsežne nekroze ter metaboličen stres zaradi povečane prepustnosti (permeabilnosti) celične membrane (plazmaleme). Le malo encimov je zares prisotnih samo v enem organu oz. tkivu, kar na prvi pogled predstavlja problem za diagnostiko, saj so nekatere presnovne poti in s tem tudi encimi prisotni v več organih oz. tkivih. Kljub temu obstajajo izoencimi, tj. encimi, ki katalizirajo enako reakcijo, vendar se med sabo strukturno razlikujejo, kar se lahko določi z laboratorijskimi testi (npr. preko elektroforeze).
Za diagnostiko bolezenskih stanj je primerno relativno majhno število encimov, in sicer:
| Plazemski encim                      | Nahajališče                                        | Diagnoza pri zvečani količini                                                                                                |
| ------------------------------------ | -------------------------------------------------- | --- |
| plazemska holinesteraza              | plazma                                             | virusni hepatitis, ciroza jeter ali zastrupitev z organofosfati                                                              |
| alanin transaminaza (ALT)            | jetra                                              | virusni hepatitis |
| aspartat transaminaza (AST)          | jetra, mišice                                      | virusni hepatits, poškodbe jeter, obolenje mišic ali akutni miokardni infarkt                                                |
| alkalna fosfataza (ALP)              | kosti, posteljica, črevo, jetra in žolčna izvodila | razna obolenja kosti s povečano aktivnostjo osteoblastov (npr. osteomalacija) ali zapora žolčnih izvodil (npr. žolčni kamni) |
| gama-glutamil transferaza (GGT)      | jetra, ledvica                                     | zapora žolčnih izvodil |
| kisla fosfataza (ACP)                | prostata                                           | rak prostate |
| prostatični specifični antigen (PSA) | prostata                                           | rak prostate |
| laktat-dehidrogenaza (LDH)           | vsa tkiva, specifični izoencimi                    | miokardni infarkt ali pljučni infarkt                                                                                        |
| kreatin kinaza (CK)                  | mišice, možgani                                    | razna obolenja mišic (npr. mišična distrofija),                                                                              |
| lipaza                               | trebušna slinavka, obušesna slinavka               | akutni pankreatitis, parotitis                                                                                               |
| amilaza                              | trebušna slinavka, obušesna slinavka               | akutni pankeaitis ali različni tipi parotitisa (npr. mumps)                                                                  |

Laboratorijski testi za plazemske encime so uporabni tudi za druge namene. Povečane količine gama-glutamil transferaze so prisotne npr. pri alkoholikih ter pri ljudeh, ki jemljejo določena zdravila, kot je fenobarbital. Kisla fosfataza je prisotna v znatnih količinah v spermi, kar je uporabno v forenziki, saj prisotnost tega encima v sluznici nožnice nakazuje na posilstvo, poleg tega pa je encim zelo stabilen in se ga lahko dokaže tudi več tednov pozneje po posilstvu.